# Niełatwy dzień
Niełatwy dzień (oryg. No Easy Day. The Firsthand Account of the Mission that Killed Osama bin Laden) - wspomnienia amerykańskiego byłego członka Navy SEAL, ukrywającego się pod pseudonimem Mark Owen. Przy pisaniu książki współpracował z nim Kevin Maurer, autor książek o operacjach specjalnych. W Polsce książka ukazała się w styczniu 2013 r. nakładem Wydawnictwa Literackiego.

## Treść
W "Niełatwym dniu" Owen opisuje swoją karierę wojskową i wspomina ważniejsze misje. Najwięcej miejsca poświęca Operacji Trójząb Neptuna, której celem było zabicie Usamy ibn Ladina.
Autor we wstępie zapewnia, że przed wydaniem książki dokonał autocenzury. Zmienił imiona i nazwiska wszystkich członków swojego oddziału i nie podaje w niej informacji tajnych, czy zastrzeżonych, np. dotyczących taktyki. Mimo to Departament Obrony Stanów Zjednoczonych uważa, że "Niełatwy dzień" zawiera informacje mogące zaszkodzić krajowemu bezpieczeństwu.

## Tytuł
Tytuł książki (zarówno w oryginale, jak i w polskim wydaniu) został zaczerpnięty z motta jednostki Navy SEAL, które brzmi 'Jedyny łatwy dzień był wczoraj' (ang. The only easy day was yesterday).

## Odbiór
W USA "Niełatwy dzień" zdobył szerokie uznanie krytyków, m.in. czołowych amerykańskich gazet, jak "Los Angeles Times", "New York Times" i "Washington Times". Za oceanem książka wzbudziła olbrzymie zainteresowanie. Skłoniło to wydawcę nie tylko do zwiększenia, jeszcze przed premierą, jej nakładu z 300 tys. do 575 tys. egzemplarzy, ale też do przyśpieszenia daty wydania o tydzień - na 4 września 2012, zamiast 11 września (w jedenastą rocznicę zamachu na World Trade Center).
Po premierze  w USA "Niełatwy dzień" z miejsca trafił na czołówki list bestsellerów, gdzie przeskoczył "Pięćdziesiąt twarzy Greya". Nakład książki zwiększono do miliona egzemplarzy, zaś "Niełatwy dzień" stał się już najczęściej kupowanym e-bookiem non fiction wszech czasów.
Po sukcesie komercyjnym "Niełatwego dnia" pojawiły się plotki, jakby Steven Spielberg miałby nakręcić jego ekranizację. Informacje te zostały jednak później oficjalnie zdementowane.